# Чемпионат мира по стрельбе 1909
Чемпионат мира по стрельбе 1909 года прошёл в Гамбурге (Германская империя).

## Общий медальный зачёт
| Место | Страна    | Золото | Серебро | Бронза | Всего |
| ----- | --------- | ------ | ------- | ------ | ----- |
| 1     | Швейцария | 4      | 2       | 2      | 8     |
| 2     | Германия  | 2      | 1       | 0      | 3     |
| 3     | Бельгия   | 1      | 0       | 2      | 3     |
| 4     | Франция   | 0      | 4       | 1      | 5     |
| 5     | Италия    | 0      | 0       | 2      | 2     |

## Медалисты
| Дисциплина                                    | Золото                                                                                            | Серебро                                                                               | Бронза                                                                                |
| --------------------------------------------- | ------------------------------------------------------------------------------------------------- | ------------------------------------------------------------------------------------- | ------------------------------------------------------------------------------------- |
| Винтовка с трёх позиций, 300 метров           | Конрад Штеели                                                                                     | Ахилл Парош                                                                           | Пауль ван Асбрук                                                                      |
| Винтовка с трёх позиций, 300 метров (команды) | Швейцария · Луи Ришарде · Ян Райх · Марсель Мейер де Штадельхофен · Каспар Видмер · Конрад Штеели | Франция · Юссон · Альбер Куркен · Леон Жонсон · Андре Парментье · Ахилл Парош         | Бельгия · Пауль ван Асбрук · Йозеф Генс · Де Рибокур · Шарль Шеирлинк · Анри Совё Фил |
| Винтовка лёжа, 300 метров                     | Конрад Штеели                                                                                     | Ахилл Парош                                                                           | Аттилио Конти                                                                         |
| Винтовка с колена, 300 метров                 | Каспар Видмер                                                                                     | Конрад Штеели                                                                         | Аттилио Конти                                                                         |
| Винтовка стоя, 300 метров                     | Эмиль Пахмайер                                                                                    | Андре Парментье                                                                       | Марсель Мейер де Штадельхофен                                                         |
| Произвольный пистолет, 50 метров              | Пауль ван Асбрук                                                                                  | Эдуард Шмайссер                                                                       | Конрад Штеели                                                                         |
| Произвольный пистолет, 50 метров (команды)    | Германия · Герхард Бок · Рихард Фишер · Эдуард Эрихт · Эдуард Шмайссер · Йоахим Фогель            | Швейцария · Маттиас Бруннер · Карл Хесс · Карл Рёдерер · Конрад Штеели · Ойген Ваннер | Франция · Андре Барбилль · Морис Фор · Андре Рего · Рафаэль Пи · Леон Моро            |